# 백용호 (1956년)
백용호(白容鎬, 1956년 9월 2일 ~ , 충남 보령)는 대한민국의 교수, 정무직공무원이다. 제18대 국세청장을 지냈다.

## 학력
- 뉴욕 주립 대학교 올버니 경제학 석·박사
- 중앙대학교 경제학 학사
- 남성고등학교

## 경력
- 1986년 ~ 1996년: 이화여자대학교 교수
- 1993년 ~ 1996년: 경제정의실천시민연합 상임집행위원 및 국제위원장
- 1994년 ~ 1996년: 대통령자문 21세기위원회 정책개발위원장
- 1996년 ~ 1997년: 여의도 연구소 부소장
- 1999년 ~ 2001년: 삼성경제연구소 객원연구위원
- 2001년 ~ 2002년: 공적자금관리위원회 매각심사소위원회 위원
- 2002년 ~ 2005년: 제8대 서울시정개발연구원 원장
- 2005년 ~ 2022년: 이화여자대학교 정책과학대학원 교수
- 2006년 ~ 2008년: 공적자금관리위원회 위원
- 2007년 1월 ~ 2008년 2월: 서울신용평가정보 고문
- 2007년 12월: 제17대 대통령직인수위원회 경제1분과 위원회 위원
- 2008년 3월 ~ 2009년 7월: 제14대 공정거래위원회 위원장
- 2009년 7월 ~ 2010년 7월: 제18대 국세청 청장
- 2010년 7월 ~ 2011년 12월: 대통령실 정책실장
- 2012년 2월 ~ 2013년 2월: 대통령실 정책특별보좌관
- 2013년 ~ 2022년 이화여자대학교 정책과학대학원 교수
- 2017년 3월 ~ 2023년 3월: LG전자 사외이사
  - LG전자 감사위원회 위원
  - LG전자 ESG위원회 위원
- 2017년 12월 ~ 2019년 12월 : 제10대 안민정책포럼 이사장
- 2019년 12월 ~ : 안민정책포럼 고문
- 2021년 8월 ~ 2021년 11월: 국민의힘 홍준표 제20대 대통령 선거 예비후보 jp희망캠프 선거대책위원장단 공동선거대책위원장 겸 정책총괄
- 2022년 ~ : 한국외국어대학교 경제학부 석좌교수
- 2022년 3월 ~ : 이화여자대학교 명예교수

| 전임 권오승 | 제14대 공정거래위원회 위원장 2008년 3월 8일 ~ 2009년 6월 22일 | 후임 정호열 |

| 전임 허병익 (권한대행) | 제18대 국세청장 2009년 7월 16일 ~ 2010년 7월 16일 | 후임 이현동 |

| 전임 윤진식 | 제2대 대통령실 정책실장 2010년 7월 16일 ~ 2011년 12월 12일 | 후임 김대기 |